# Exalcidion
Exalcidion (лат.) — род усачей трибы Acanthocinini из подсемейства ламиин.

## Описание
Коренастые жуки с булавовидными бёдрам. От близких групп отличается следующими признаками: боковой бугорок переднегруди выступающий, расположен по центру; центробазальный и срединный гребни в виде выступов покровов, голые или с несколькими щетинками.

## Классификация и распространение
В составе рода около 3 видов. Встречаются в  Южной Америке (Венесуэла, Колумбия, Перу).
- Exalcidion carenatum Monné, 1990
- Exalcidion tetracanthum Monné & Delfino, 1981
- Exalcidion tetramaston (White, 1855)